# Естонія на літніх Олімпійських іграх 2020
Естонія взяла участь у літніх Олімпійських іграх 2020 року в Токіо. Спочатку планувалося проведення з 24 липня до 9 серпня 2020 року, Ігри були перенесені на 23 липня до 8 серпня 2021 року через пандемію COVID-19.  Це був восьмий виступ поспіль на Іграх з 1992 року і загалом тринадцятий в історії літніх Олімпійських ігор.

## Медалісти
| Медаль | Спортсмен                                           | Вид спорту | Дисципліна                  | Дата     |
| ------ | --------------------------------------------------- | ---------- | --------------------------- | -------- |
| Золото | Юлія Беляєва Ірина Ембріх Еріка Кірпу Катріна Лехіс | Фехтування | Командна шпага (жінки)      | 27 липня |
| Бронза | Катріна Лехіс                                       | Фехтування | Індивідуальна шпага (жінки) | 24 липня |

| Вид спорту | 1 | 2 | 3 | Усього |
| Фехтування | 1 | 0 | 1 | 2      |
| Усього     | 1 | 0 | 1 | 2      |

| Медалі за датою | Медалі за датою | Медалі за датою | Медалі за датою | Медалі за датою | Медалі за датою |
| --------------- | --------------- | --------------- | --------------- | --------------- | --------------- |
| Дата            | 1               | 2               | 3               | Усього          |                 |
| 24 липня        | 0               | 0               | 1               | 1               |                 |
| 27 липня        | 1               | 0               | 0               | 1               |                 |
| Усього          | 1               | 0               | 1               | 2               |                 |

## Спортсмени
Далі наводиться список кількості учасників Ігор.
| Вид спорту       | Чоловіки | Жінки | Усього |
| ---------------- | -------- | ----- | ------ |
| Стрільба з лука  | 0        | 1     | 1      |
| Легка атлетика   | 6        | 1     | 7      |
| Бадмінтон        | 1        | 1     | 2      |
| Велоспорт        | 2        | 1     | 3      |
| Кінний спорт     | 0        | 1     | 1      |
| Фехтування       | 0        | 4     | 4      |
| Дзюдо            | 1        | 0     | 1      |
| Веслування       | 4        | 0     | 4      |
| Вітрильний спорт | 1        | 1     | 2      |
| Стрільба         | 1        | 0     | 1      |
| Плавання         | 2        | 1     | 3      |
| Теніс            | 0        | 1     | 1      |
| Тріатлон         | 0        | 1     | 1      |
| Боротьба         | 1        | 1     | 2      |
| Усього           | 19       | 14    | 33     |

## Стрільба з лука
Стрільці з Естонії забронювали олімпійські місця в індивідуальному заліку на основі світового рейтингу.
| Спортсмен   | Дисципліна                     | Раунд рейтингу | Раунд рейтингу | 1/32 фіналу           | 1/16 фіналу              | 1/8 фіналу       | Чвертьфінал      | Півфінал         | Фінал / БМ       | Фінал / БМ       |
| Спортсмен   | Дисципліна                     | Рахунок        | №              | Суперник Рахунок      | Суперник Рахунок         | Суперник Рахунок | Суперник Рахунок | Суперник Рахунок | Суперник Рахунок | Місце            |
| ----------- | ------------------------------ | -------------- | -------------- | --------------------- | ------------------------ | ---------------- | ---------------- | ---------------- | ---------------- | ---------------- |
| Ріна Парнат | Індивідуальна першість (жінки) | 626            | 53             | Баранкова (SVK) W 6–4 | Лінь Цзя-Ень (KOR) L 3–7 | Завершила виступ | Завершила виступ | Завершила виступ | Завершила виступ | Завершила виступ |

## Легка атлетика
Естонські спортсмени досягли стандартів участі у змаганнях за часом / результатом або за світовим рейтингом у наступних легкоатлетичних змаганнях (максимум 3 спортсмени в кожній події):   
Легенда
- Note —  для трекових дисциплін місце вказане лише для забігу, в якому взяв участь спортсмен
- Q = Кваліфікований для наступного раунду
- q = Кваліфікований на наступний раунд за добором; для трекових дисциплін, хто був найшвидшим, але програв, для технічних дисциплін — за місцем без досягнення кваліфікаційної мети
- NR = Національний рекорд
- N/A (Не застосовується) = Раунд не застосовується до події
- Bye = Спортсмену не потрібно брати участь у раунді

Трек і дорожні дисципліни
| Спортсмен    | Дисципліна                  | Попередній забіг | Попередній забіг | Півфінал | Півфінал | Фінал    | Фінал |
| Спортсмен    | Дисципліна                  | Час              | Місце            | Час      | Місце    | Час      | Місце |
| ------------ | --------------------------- | ---------------- | ---------------- | -------- | -------- | -------- | ----- |
| Расмус Мегі  | 400 м з бар’єрами, чоловіки | 48.73            | 2 Q              | 48.36 NR | 2 Q      | 48.11 NR | 7     |
| Роман Фості  | Марафонський біг, чоловіки  | Н/Д              | Н/Д              | Н/Д      | Н/Д      | 2:25:37  | 68    |
| Тідрек Нурме | Марафонський біг, чоловіки  | Н/Д              | Н/Д              | Н/Д      | Н/Д      | 2:16:16  | 27    |

Технічні дисципліни
| Спортсмен    | Дисципліна               | Кваліфікація | Кваліфікація | Фінал            | Фінал            |
| Спортсмен    | Дисципліна               | Відстань     | Місце        | Відстань         | Місце            |
| ------------ | ------------------------ | ------------ | ------------ | ---------------- | ---------------- |
| Ксенія Балта | Стрибки у довжину, жінки | Без позначки | —            | Завершила виступ | Завершила виступ |

Комбіновані заходи — чоловіче десятиборство
| Спортсмен    | Дисципліна | 100 м | СД   | ШЯ    | СВ   | 400 м | 110Б  | МД    | СЖ         | МС       | 1500 м     | Фінал | Місце |
| ------------ | ---------- | ----- | ---- | ----- | ---- | ----- | ----- | ----- | ---------- | -------- | ---------- | ----- | ----- |
| Йоганнес Ерм | Результат  | 11.04 | 7.36 | 14.60 | 1.99 | 48.25 | 14.55 | 45.72 | 4.80       | 58.41    | 4:28.42 PB | 8213  | 11    |
| Йоганнес Ерм | Рахунок    | 852   | 900  | 765   | 794  | 897   | 905   | 782   | 849        | 714      | 755        | 8213  | 11    |
| Карел Тільга | Результат  | 11.31 | 6.77 | 15.25 | 2.02 | 50.48 | 16.10 | 41.31 | Без висоти | 73.36 PB | 4:38.24    | 7018  | 20    |
| Карел Тільга | Рахунок    | 793   | 760  | 805   | 822  | 793   | 722   | 691   | 0          | 941      | 691        | 7018  | 20    |
| Майсел Уйбо  | Результат  | 11.32 | 7.37 | 13.95 | 2.02 | 50.82 | 14.83 | 46.38 | 5.50 PB    | 50.64    | 4:38.64    | 8037  | 15    |
| Майсел Уйбо  | Рахунок    | 791   | 903  | 725   | 822  | 777   | 870   | 795   | 1067       | 598      | 689        | 8037  | 15    |

## Бадмінтон
Естонія представила на олімпійському турнірі двох гравців з бадмінтону (одного чоловіка та жінку). Триразовий олімпієць Рауль Муст та новачок Крістін Кууба були обрані до Олімпійських ігор за результатами Всесвітньої гонки BWF до Токіо.  На груповому етапі Муст буде грати у групі N, тоді як Кууба - у групі D. 
| Спортсмен     | Дисципліна                 | Груповий етап                 | Груповий етап                        | Груповий етап | Вибування        | Чвертьфінал      | Півфінал         | Фінал / БМ       | Фінал / БМ       |
| Спортсмен     | Дисципліна                 | Суперник Рахунок              | Суперник Рахунок                     | Місце         | Суперник Рахунок | Суперник Рахунок | Суперник Рахунок | Суперник Рахунок | Місце            |
| ------------- | -------------------------- | ----------------------------- | ------------------------------------ | ------------- | ---------------- | ---------------- | ---------------- | ---------------- | ---------------- |
| Крістін Кууба | Одиночний розряд, жінки    | Масіас (PER) W (21–19, 21–13) | Онгбамрунгфан (THA) L (16–21, 12–21) | 2             | Завершила виступ | Завершила виступ | Завершила виступ | Завершила виступ | Завершила виступ |
| Рауль Муст    | Одиночний розряд, чоловіки | Чень (CHN) L (10–21, 9–21)    | Абіан (ESP) L (7–21, 11–21)          | 3             | Завершив виступ  | Завершив виступ  | Завершив виступ  | Завершив виступ  | Завершив виступ  |

## Велоспорт

### Шосе
Від Естонії взяли участь два гонщики в олімпійській шосейній гонці серед чоловіків завдяки 50 найкращим національним фінішам (для чоловіків) у світовому рейтингу UCI. 
| Спортсмен      | Дисципліна                        | Час          | Місце        |
| -------------- | --------------------------------- | ------------ | ------------ |
| Танель Кангерт | Дорожні перегони, чоловіки        | 6:15:38      | 46           |
| Танель Кангерт | Роздільна шосейна гонка, чоловіки | 59:05.25     | 22           |
| Пітер Прус     | Групова шосейна гонка, чоловіки   | Не фінішував | Не фінішував |

### Маунтинбайк
Естонія кваліфікувала одного гірського байкера для участі в олімпійських гонках у крос-кантрі їзді, що стало результатом сімнадцятого місця  країни в Олімпійському рейтинговому списку UCI 16 травня 2021 року.
| Спортсмен  | Дисципліна   | Час     | Місце |
| ---------- | ------------ | ------- | ----- |
| Яніка Лоїв | Жіночий крос | 1:23:17 | 17    |

## Кінний спорт
Коли Білорусь відступила, Естонія отримала запрошення від FEI направити вершника на виїздці на Ігри як наступну за рейтингом країну з найвищим рейтингом в індивідуальному Олімпійському рейтингу FEI для групи C (Центральна та Східна Європа, Центральна Азія).  Цей результат означав олімпійський дебют нації у кінних дисциплінах.
| Спортсмен      | Кінь       | Дисципліна            | Гран-прі | Гран-прі | Гран-прі Фрістайл | Гран-прі Фрістайл | Загалом          | Загалом          |
| Спортсмен      | Кінь       | Дисципліна            | Оцінка   | Місце    | Технічний         | Художній          | Оцінка           | Місце            |
| -------------- | ---------- | --------------------- | -------- | -------- | ----------------- | ----------------- | ---------------- | ---------------- |
| Діна Еллерманн | Donna Anna | Індивідуальна виїздка | 65.435   | 49       | Завершила виступ  | Завершила виступ  | Завершила виступ | Завершила виступ |

## Фехтування
Естонські фехтувальники кваліфікували повний склад жіночої команди на Ігри, прийнявши запасне місце, звільнене Африкою, як наступну найвищу рейтингову країну в усіх регіонах в рейтингу Олімпійських команд FIE.
| Спортсмен                                           | Дисципліна                  | 1/32 фіналу      | 1/16 фіналу              | 1/8 фіналу             | Чвертьфінал           | Півфінал              | Фінал / БМ                   | Фінал / БМ       |
| Спортсмен                                           | Дисципліна                  | Суперник Рахунок | Суперник Рахунок         | Суперник Рахунок       | Суперник Рахунок      | Суперник Рахунок      | Суперник Рахунок             | Місце            |
| --------------------------------------------------- | --------------------------- | ---------------- | ------------------------ | ---------------------- | --------------------- | --------------------- | ---------------------------- | ---------------- |
| Юлія Беляєва                                        | Індивідуальна шпага (жінки) | не брав участі   | Віталіс (FRA) W 15–5     | Сато (JPN) W 15–10     | Попеску (ROU) L 8–15  | Завершила виступ      | Завершила виступ             | Завершила виступ |
| Еріка Кірпу                                         | Індивідуальна шпага (жінки) | не брав участі   | Герлі (USA) L 14–15      | Завершила виступ       | Завершила виступ      | Завершила виступ      | Завершила виступ             | Завершила виступ |
| Катріна Лехіс                                       | Індивідуальна шпага (жінки) | не брав участі   | Тшебінська (POL) W 11–10 | Наваррія (ITA) W 15–10 | Фьямінго (ITA) W 15–7 | Попеску (ROU) L 11–15 | Муртазаєва (ROC) W 15–8      | 3                |
| Юлія Беляєва Ірина Ембріх Еріка Кірпу Катріна Лехіс | Командна шпага (жінки)      | Н/Д              | Н/Д                      | Н/Д                    | Польща (POL) W 29–26  | Італія (ITA) W 42–34  | Південна Корея (KOR) W 36–32 | 1                |

## Дзюдо
Естонія представила одного чоловіка-дзюдоїста на Олімпійський турнір на основі індивідуального рейтингу Міжнародної федерації дзюдо. 
| Спортсмен         | Категорія          | 1/16 фіналу                 | 1/8 фіналу         | Чвертьфінал        | Півфінал           | Втішний поєдинок   | Фінал / БМ         | Фінал / БМ      |
| Спортсмен         | Категорія          | Суперник Результат          | Суперник Результат | Суперник Результат | Суперник Результат | Суперник Результат | Суперник Результат | Місце           |
| ----------------- | ------------------ | --------------------------- | ------------------ | ------------------ | ------------------ | ------------------ | ------------------ | --------------- |
| Григорій Мінашкін | Чоловіки до 100 кг | Отгонбаатар (MGL) L 011–002 | Завершив виступ    | Завершив виступ    | Завершив виступ    | Завершив виступ    | Завершив виступ    | Завершив виступ |

## Веслування
Естонія виборола золоту медаль і забезпечила перше з двох місць причалів на фінальній регаті FISA 2021 в Люцерні (Швейцарія). 
| Спортсмен                                             | Дисципліна                       | Заплив  | Заплив | Втішний поєдинок | Втішний поєдинок | Фінал   | Фінал |
| Спортсмен                                             | Дисципліна                       | Час     | Місце  | Час              | Місце            | Час     | Місце |
| ----------------------------------------------------- | -------------------------------- | ------- | ------ | ---------------- | ---------------- | ------- | ----- |
| Тону Ендрексон Аллар Рая Каспар Таймсоо Юрі-Мікк Удам | Чоловіки, чотиримісне веслування | 5:47.12 | 3 R    | 5:56.52          | 2 FA             | 5:38.58 | 6     |

Легенда кваліфікації: FA = Фінал A (медаль); R = Втішний поєдинок

## Вітрильний спорт
Естонські моряки кваліфікували по одному човну в кожному з наступних класів через Чемпіонат світу з вітрильного спорту 2018 року, пов’язаний з класами, та континентальними регатами. 
| Спортсмен         | Дисципліна      | Перегони | Перегони | Перегони | Перегони | Перегони | Перегони | Перегони | Перегони | Перегони | Перегони | Перегони | Перегони | Перегони | Чисті бали | Кінцеве місце |
| Спортсмен         | Дисципліна      | 1        | 2        | 3        | 4        | 5        | 6        | 7        | 8        | 9        | 10       | 11       | 12       | M *      | Чисті бали | Кінцеве місце |
| ----------------- | --------------- | -------- | -------- | -------- | -------- | -------- | -------- | -------- | -------- | -------- | -------- | -------- | -------- | -------- | ---------- | ------------- |
| Карл-Мартін Раммо | Чоловіки, Лазер | 16       | 13       | 19       | 8        | 1        | 21       | 12       | 25       | 1        | 26       | Н/Д      | Н/Д      | EL       | 116        | 15            |
| Інгрід Пууста     | Жінки, RS:ХРС   | 15       | 12       | 16       | 10       | 14       | 17       | 17       | 17       | 17       | 18       | 13       | 18       | EL       | 166        | 16            |

М = медальна гонка; EL = Вибув, завершив змагання - не просунувся в медальну гонку

## Стрільба
Естонія отримала запрошення від ISSF направити олімпійця Ріо-2016 Пітера Олеська (25-метрів швидкісний пістолет, чоловіки) на перенесені Ігри як найвищого в рейтингу стрільців, що змагаються за кваліфікацію в Світовому олімпійському рейтингу ISSF 6 червня 2021 р.  
| Спортсмен    | Дисципліна                           | Кваліфікація | Кваліфікація | Фінал             | Фінал             |
| Спортсмен    | Дисципліна                           | Результат    | Місце        | Результат         | Місце             |
| ------------ | ------------------------------------ | ------------ | ------------ | ----------------- | ----------------- |
| Пітер Олеськ | Чоловіки, пневматичний пістолет 10 м | 564          | 33           | Завершив змагання | Завершив змагання |
| Пітер Олеськ | Чоловіки, швидкісний пістолет 25 м   | 572          | 19           | Завершив змагання | Завершив змагання |

## Плавання
Естонські плавці також досягли кваліфікаційних стандартів у наступних змаганнях (максимум до 2 плавців у кожній події в Олімпійський кваліфікаційний час (OQT) і потенційно 1 в Олімпійський час відбору (OST)):  
| Спортсмен      | Дисципліна                     | Попередній заплив | Попередній заплив | Півфінал           | Півфінал           | Фінал              | Фінал              |
| Спортсмен      | Дисципліна                     | Час               | Місце             | Час                | Місце              | Час                | Місце              |
| -------------- | ------------------------------ | ----------------- | ----------------- | ------------------ | ------------------ | ------------------ | ------------------ |
| Мартін Аллікві | Чоловіки, 200 м брасом         | 2:12.60           | 25                | Завершив змагання  | Завершив змагання  | Завершив змагання  | Завершив змагання  |
| Енелі Єфімова  | Жінки, 100 м брасом            | 1:06,79           | 14 Q              | 1: 07,58           | 16                 | Завершила змагання | Завершила змагання |
| Енелі Єфімова  | Жінки, 200 м брасом            | 2:27.87           | 27                | Завершила змагання | Завершила змагання | Завершила змагання | Завершила змагання |
| Крегор Зірк    | Чоловіки, 200 м вільним стилем | 1:46.10 NR        | 11 Q              | 1: 46.67           | 13                 | Завершив змагання  | Завершив змагання  |
| Крегор Зірк    | Чоловіки, 400 м вільним стилем | 3:47.05 NR        | 15                | Н/Д                | Н/Д                | Завершив змагання  | Завершив змагання  |
| Крегор Зірк    | Чоловіки, 100 м батерфляєм     | 52.82             | 41                | Завершив змагання  | Завершив змагання  | Завершив змагання  | Завершив змагання  |
| Крегор Зірк    | Чоловіки, 200 м батерфляєм     | 1:57.26           | 25                | Завершив змагання  | Завершив змагання  | Завершив змагання  | Завершив змагання  |

## Теніс
На завершення кваліфікаційного періоду для олімпійського тенісного турніру Естонія кваліфікувала одного тенісиста за допомогою рейтингу.
| Спортсмен       | Дисципліна              | 1/32 фіналу              | 1/16 фіналу        | 1/8 фіналу         | Чвертьфінал        | Півфінал           | Фінал / БМ         | Фінал / БМ         |
| Спортсмен       | Дисципліна              | Суперник Результат       | Суперник Результат | Суперник Результат | Суперник Результат | Суперник Результат | Суперник Результат | Місце              |
| --------------- | ----------------------- | ------------------------ | ------------------ | ------------------ | ------------------ | ------------------ | ------------------ | ------------------ |
| Анетт Контавейт | Одиночний розряд, жінки | Саккарі (GRE) L 5–7, 2–6 | Завершила змагання | Завершила змагання | Завершила змагання | Завершила змагання | Завершила змагання | Завершила змагання |

## Тріатлон
Естонія кваліфікувала одного тріатлоніста за світовим індивідуальним рейтингом.
| Спортсмен      | Дисципліна | Плавання (1.5 км) | Перехід 1 | Велосипед (40 км) | Перехід 2    | Біг (10 км)  | Загальний час | Місце        |
| -------------- | ---------- | ----------------- | --------- | ----------------- | ------------ | ------------ | ------------- | ------------ |
| Кайді Ківіоджа | Жінки      | 21:40             | 0:48      | Переплетений      | Переплетений | Переплетений | Переплетений  | Переплетений |

## Боротьба
Естонія кваліфікувала двох борців для кожної з наступних вагових категорій для участі в олімпійських змаганнях, і всі вони фінішували серед шести найкращих, забронювавши олімпійські місця у греко-римському змаганні серед чоловіків 130 кг та вільному стилі, жінки 76 кг відповідно на чемпіонаті світу 2019 року. 

Легенда:
- VT (рейтингові бали: 5–0 або 0–5) -  Перемога на туше.
- VB (рейтингові бали: 5–0 або 0–5) - Перемога через травму (VF за втрату, VA за вилучення або дискваліфікацію)
- PP (рейтингові бали: 3–1 або 1–3) - Рішення за балами - переможений з технічними балами.
- PO (рейтингові бали: 3–0 або 0–3) - Рішення за балами - переможений без технічних балів.
- ST (рейтингові бали: 4–0 або 0–4) - Велика перевага - переможений без технічних балів та перемогою щонайменше 8 (греко-римський) або 10 (вільний стиль) балів.
- SP (рейтингові бали: 4–1 або 1–4) - Технічна перевага - переможений з технічними балами та перемогою принаймні 8 (греко-римський) або 10 (вільний стиль) балів.

| Спортсмен     | Категорія                       | 1/16 фіналу        | Чвертьфінал          | Півфінал           | Втішний поєдинок   | Фінал / БМ         | Фінал / БМ       |
| Спортсмен     | Категорія                       | Суперник Результат | Суперник Результат   | Суперник Результат | Суперник Результат | Суперник Результат | Місце            |
| ------------- | ------------------------------- | ------------------ | -------------------- | ------------------ | ------------------ | ------------------ | ---------------- |
| Артур Вітітін | Греко-римська, чоловіки, 130 кг | Абдуллаєв (UZB)    | Завершив виступ      | Завершив виступ    | Завершив виступ    | Завершив виступ    | Завершив виступ  |
| Епп Мяе       | Вільний стиль, жінки, 76 кг     | Вібе (CAN)         | Мінагава (JPN) L 0–3 | Завершила виступ   | Завершила виступ   | Завершила виступ   | Завершила виступ |